# مونتالدو اسکارامپی
مونتالدو اسکارامپی (به ایتالیایی: Montaldo Scarampi) یک کومونه در ایتالیا است که در استان آسته واقع شده‌است.

## خصوصیات
مونتالدو اسکارامپی ۶٫۷ کیلومترمربع مساحت و ۷۰۴ نفر جمعیت دارد.